# Martha Nopitsch
Martha Nopitsch (* 22. Januar 1856 in Altona; † 22. April 1939 in Hamburg-Altona) war eine deutsche Malerin.

## Leben
Martha Nopitsch war die älteste von vier Töchtern (neben zwei Söhnen) des Altonaer Kaufmanns und späteren Senators Wilhelm Hermann Nopitsch (1818–1891) und seiner Frau Clara, geborene Thomsen (1829–1899).
Nopitsch erhielt in Hamburg zwischen 1875 und 1880 eine Ausbildung von verschiedenen Lehrern, unter anderem im Landschaftsfach von dem Altonaer Maler Theodor Kuchel und weiterhin von dem Maler und Lithografen August Eduard Schliecker. Dazu erhielt sie Unterricht bei den Lehrkräften der Hamburger Gewerbeschule und im Atelier von Carl Osterley in Stilllebenmalerei. Von 1882 bis 1883 besuchte sie die seit 1879 bestehende Landschaftsmalschule von Hinrich Wrage in Gremsmühlen.
Von 1884 an erteilte sie selbst privaten Mal- und Zeichenunterricht. Ihr Malstudium setzte sie im Sommer 1893 beim Landschaftsmaler Peter Paul Müller in München fort, weitere Aufenthalte in München folgten 1894 und 1895.
1895 ließ sie sich mit ihrem Atelier als Malerin sowie auch als Zeichen- und Mallehrerin in Altona nieder; 1896 war sie in der Lessingstr. 20 in Hamburg wohnhaft, ihr Atelier befand sich in der Behnhstr. 45; ab 1902 war ihr Wohnort in der Schillerstr. 24, wo sie auch 1926 noch gemeldet war. Sie hielt sich auch im Gutshaus Kägsdorf bei Bastorf auf. Zuletzt war sie wohnhaft in „Altona, Allee 157, Haus 4 I“.
Martha Nopitsch starb am 22. April 1939 im Allgemeinen Krankenhaus Altona unter anderem an einem Lungenemphysem. Nopitsch war lutherischer Konfession, unverheiratet und kinderlos.

## Ausstellungen
- 1897, 1902, 1903, 1905, 1907, 1908, 1909: Ausstellungen des Schleswig-Holsteinischen Kunstvereins.
- 1896, 1897, 1898: Ausstellungen des Hamburger Kunstvereins.[6]
- 1905: Altonaer Museum.
- 1911: Ausstellung des Altonaer Künstlervereins im Altonaer Museum.
- 1912: Donner-Schloss.
- 1914: Gartenbau-Ausstellung  des Altonaer Kunstvereins[7].

## Mitgliedschaften
- Altonaer Künstlerverein.
- Schleswig-Holsteinische Kunstgenossenschaft.
- Allgemeine Deutsche Kunstgenossenschaft.

## Werke (Auswahl)
Im Altonaer Museum befinden sich:
- Kornfeld mit Hocken;
- Altona, Elbstraße und Heuhaufen;
- Seilerbahn in der Kleinen Mühlenstraße;
- Arbeitszimmer des Direktors des Realgymnasiums Altona;
- Blick auf die Große Elbstraße vom Dübberschen Garten aus[8];
- Strand bei Neumühlen;
- See in den Bergen

Weitere:
- Bauerngehöft (Öl auf Leinwand, 40 × 65,5 cm)[9]
- Stilleben mit Wiener Empire-Tassen[10]
- Heidelandschaft[10]
- Flusslandschaft in düsterer Stimmung[11]
- Spiegelndes Gewässer mit Wiesen und Bäumen[12]
- In den Dünen[13]
- Pinneberger Gehölz im November[14]
- Dorf Kochel in Oberbaiern[14]
- Mondaufgang[14]
- Bauernhof (Aquarell, 26 × 53 cm, 1897)[15]
- Schäfer mit Herde (Öl auf Leinwand, 55 × 65,5 cm, 1917)[16]